# طاحون الشر 2 (مسلسل)
طاحون الشر 2 مسلسل سوري ذو بيئة شامية عرض في رمضان 1434هـ/2013م،وهو الجزء الثاني من طاحون الشر. الذي تضمن عودة العديد من نجوم الجزء الأول.

## قصة المسلسل
تدور أحداث المسلسل خلال فترة الاحتلال الفرنسي لسوريا، تبدأ القصة منذ قيام «فخرية» بإبعاد الطفل «زيدو» عن أمه التي قتلت بعد مخاضها بدقائق فعاش بعيداً عن أبيه الزعيم وعن حارته... يخرج «عاصم» شقيق «فخرية» من الحارة فيقرر قتل الزعيم، ويتهم «أبو شكري» بمقتل أخيه، ومن هنا تتفجر الأحداث. وفي الجزء الثاني من العمل: تعود الداية للظهور مجدداً  وتدخل عائلة «أبو ناصر قابوق» على خط الأحداث، كما تظهر على الساحة «حارة الشمّاعين» التي يسكن فيها «أبو سعيد الجوّاخ»، وتربطه مجموعة أحداث بأهالي «حارة الكبّادة»

## أبطال المسلسل
1. بسام كوسا بدور الزعيم عاصم بيك (عاصم تحسين فرزت الصالح) وهو رجل شرير يقود فريق من الشر وهو قاتل الزعيم أبو حمدي وأبو جابر وأبو معاذ وأبو عبود وحفيظة وأبو ناصر وزيدو وطاهر وام زيدو وشكري وعزمي والبري واحد رجال أبو مرعب ليشعل الفتنة وقام بقتل الناطور الخاص به لانه يعرف عن مقتل بري يطمع في أملاك الزعيم يموت بسبب السم الذي وضعته نرجس في الطعام
2. صباح الجزائري بدور فخرية وهي أخت عاصم بيك أمرأة شريرة تطمع في أملاك الزعيم تموت بسبب السم في الطعام
3. سلمى المصري بدور وفاء وهي أخت أبو ناصر هي التي تكشف أن ناصر هو أبن الزعيم
4. ميلاد يوسف بدور بري العترماني وهو رجل شرير ينفذ جميع أوامر عاصم بيك وهو قاتل أبو عبود وأبو جابر وأبو ناصر وأحد رجال أبو مرعب وام زيدو يقتل على يد عاصم بيك على طريق حيفا
5. وفيق الزعيم بدور أبو شكري وهو أخو الزعيم أبو حمدي الذي مات في الجزء الأول يصبح الزعيم بعد موت عاصم بيك
6. رضوان عقيلي بدور أبو ناصر قابوق وهو والد ناصر يموت على يد البري
7. وفاء موصللي بدور نظيرة زوجة أبو ناصر
8. كندة حنا بدور نرجس زوجة زيدو وهي بنت يتيمة تمكنت من قتل عاصم بيك وفخرية
9. محمد خير الجراح بدور أبو فايز الحلاق وهو رحلاق الحارة يطيع أوامر عاصم بيك ويخرجه من الخان
10. سعد مينة بدور كامل الجواخ وهو شاب من حارة الشماعين يحاول أخذ ثأره من بيت قابوق لأنهم قطعو يده
11. جمال العلي بدور محجوب وهو رجل يعمل لصالح عاصم بيك وهو رفيق منشار يفشل في قتل أبو سعيد
12. خالد القيش بدور عامرقابوق وهو أبن وفاء محامي وخطيب هيام
13. علي رمضان بدور ناصر قابوق وهو أبن الزعيم الحقيقي يكتشف أنه أبن الزعيم ولكنه يبقى مع نضيرة
14. أكرم الحلبي بدور أبو سعيد الجواخ وهو زعيم حارة الشماعين وأبن عم كامل
15. سليم كلاس بدور أبو طاهر الصالحاني وهو رجل يموت أبنه بسبب مرض
16. علي كريم بدور أبو محفوظ القهوجي وهو صاحب القهوة
17. غادة بشور بدور أم سعيد وهي زوجة أبو سعيد وقد أشتركت في أبعاد ناصر عن أمه الحقيقة
18. نور رافع بدور منشار وهو رجل يعمل لصالح عاصم بيك يقتل على يد عواض
19. نزار أبو حجر بدور أبو صبحي وهو صاحب الفرن يموت أبنه عزمي في الحلقة 1
20. سحر فوزي بدور ام محفوظ وهي زوجة أبو محفوظ القهوجي
21. لينا حوارنة بدور رتيبة خانم بنت عصمت بيك وهي زوجة عاصم بيك
22. أمانة والي بدور أم شكري زوجة أبو شكري تصبح حامل
23. ليلى سمور بدور الداية ام ميسر وهي داية الحارة وصديقة فخرية
24. منى واصف (مشاركة خاصة) بدور الداية وفيقة وهي داية قد ماتت في الجزء الأول تظهر في مشاهد قد تم ظهورها قبل الجزء الأول
25. محمد قنوع بدور عوض الفوال وهو صاحب الحمص والفول
26. يزن السيد بدور صبحي الفران وهو أبن أبو صبحي
27. علا باشا بدور هيام أخت ناصر وخطيبة عامر وصديقة مروة
28. سامر كاسوحا بدور عزت رجل من بعلبك صديق لناصر
29. براء الزعيم بدور عبود الرمح وهو شاب من شباب الحارة
30. محمد خرماشو بدور أبو هلال وهو أحد ثوار الغوطة
31. فادي الشامي بدور محفوظ القهوجي وهو أبن أبو محفوظ تقطع قدمه بسبب رصاصة أصيب بها
32. لمى إبراهيم بدور ملاك زوجة صبحي تهرب من المنزل ولكنها تعود
33. لينا دياب بدور مروة بنت أبو شكري
34. مروان غيرواتي بدور الكومندان الفرنسي وهو رئيس في السرايا وصديق عاصم بيك
35. غسان عزب بدور نجيب وهو كان مساعد رئيس المخفر ثم يصبح هو رئيس المخفر بعده بمساعدة عاصم بيك
36. يامن شقير بدور فارس أحد شباب حارة الشماعين